# Mishná Berurá
La Mishná Berurá es una obra literaria y un texto religioso, que fue escrito en la Yeshivá de Radin entre los años 1875 y 1905. Esta obra es un trabajo sobre la halajá, la ley judía, la obra fue elaborada por el Rabino Israel Meir Kagan, también conocido como el Jáfetz Jáim, por el nombre de una de sus obras. La Mishná Berura es un comentario del Oraj Jaim, la primera sección del Shulján Aruj, un libro que trata sobre las leyes relativas a la oración, la sinagoga, el Shabat y las festividades judías, resumiendo las opiniones de las autoridades rabínicas posteriores a la Edad Media. Esta obra es amplimente usada como referencia, y prácticamente ha suplantado al Chayei Adam y al Aruj HaShulján como la primera autoridad en todo lo referente a la vida diaria de los judíos asquenazíes. La obra muestra una tendencia hacia las opiniones rigurosas, aunque incluye algunas opiniones indulgentes.